# Young Violets Austria Wien
El Young Violets Austria Wien es el equipo filial de fútbol del FK Austria Viena, con sede en Viena, Austria. Actualmente juega en la Erste Liga, segunda categoría del fútbol austriaco. El filial no puede ascender a una categoría superior o igual a la del primer equipo.